# Herondas
Herondas lub Herodas (Ἡρώδας) – grecki poeta tworzący w okresie hellenistycznym. 
Żył i działał w III wieku p.n.e. Pochodził najprawdopodobniej z wyspy Kos. Z jego twórczości zachowało się 8 mimów – pisanych w jambach realistycznych scenek rodzajowych (wyd. polskie 1988). Utwory te odkryte zostały w 1891 roku na jednym z egipskich papirusów.